# Amanda Spielman
Amanda Mary Victoria Spielman, baronne Spielman (née le 22 mai 1961) est une fonctionnaire et cadre britannique qui occupe le poste d'inspectrice en chef de l'éducation, des services à l'enfance et des compétences de janvier 2017 à décembre 2023. Elle rejoint l'équipe de direction d'Ark Schools en 2005. De 2011 à 2016, Spielman est présidente de l'Ofqual.

## Jeunesse et éducation
Spielman est née à North Kensington, à Londres, fille d'Olivia et Sebastian Robinson. À l'âge de cinq ans, elle déménage à Glasgow pour le travail de sa mère.
Elle reçoit une éducation privée, en pension dans l'ancienne école de sa mère. dans le Dorset dès l'âge de dix ans, puis fréquente la St Paul's Girls' School à Hammersmith pour la sixième année.
Spielman obtient ensuite une place au Clare College de Cambridge, où elle étudie les mathématiques avant de passer au droit à la fin de sa première année. Elle obtient un baccalauréat en 1982,.
Son premier mariage, en 1983, se termine par un divorce. Elle épouse Adam Justin Spielman, directeur général de Citigroup, en 1996.

## Carrière dans le secteur financier
Elle travaille chez KMG Thomson McLintock de 1982 à 1986 puis Kleinwort Benson de 1986 à 1992, et est directrice de Newstead Capital de 1992 à 1994 et de Bridgewater Business Analysis de 1994 à 1995.
Elle devient directrice chez Mercer Management Consulting à Boston, Massachusetts de 1995 à 1997, puis chez Nomura Principal Finance de 1997 à 2004.

## Administration de l'éducation
Après avoir poursuivi des études complémentaires en éducation comparée à l'Institut d'éducation de l'Université de Londres, elle obtient une maîtrise ès arts en 2002.
À partir de 2005, Spielman est membre fondatrice de l'équipe de direction d'Ark Schools,,. De 2011 à 2016, elle préside Ofqual, l'organisme de réglementation des examens et des qualifications, supervisant le « fiasco » de notation du GCSE anglais de 2012.
En juin 2016, Spielman est choisi par le secrétaire à l'Éducation, Nicky Morgan, pour prendre la relève en tant qu'inspecteur en chef de l'Ofsted en remplacement de Michael Wilshaw. À la suite d'une audience préalable à sa nomination, la nomination de Spielman est rejetée par le Comité de sélection de l'éducation, qui exprime des inquiétudes quant à son aptitude, citant son manque d'expérience en enseignement et son incapacité à montrer de la « passion » et un manque de compréhension pour ce « rôle complexe ». Mme Morgan rejette cependant ces objections et, en sa qualité de ministre du Cabinet, écrit à Neil Carmichael, le président du Comité, confirmant sa nomination de Spielman.
En 2021, en raison de la crise du Covid qui a interrompu le déploiement de son nouveau cadre d'inspection, elle est prolongée de deux ans.
Le mandat de Spielman à la tête de l'Ofsted prend fin en décembre 2023 et elle est remplacée par Martyn Oliver.

## Chambre des lords
Le 11 avril 2025, Kemi Badenoch, cheffe du Parti conservateur, nomme Spielman pour une pairie à vie. Elle est créée baronne Spielman, de Durlston dans le comté de Dorset le 9 mai 2025 et prend son siège en tant que membre conservateur de la Chambre des Lords trois jours plus tard,,.